# Gordian Knot
Gordian Knot – amerykańska supergrupa muzyczna wykonująca instrumentalną, skomplikowaną technicznie odmianę progresywnego rocka i heavy metalu. Grupa powstała w 1998 roku z inicjatywy basisty Seana Malone’a.

## Dyskografia
- Gordian Knot (1999, Sensory Records)[5]
- Emergent (2003, Avalon)[6]